# Пасето (Анкона)
Пасето је насеље у Италији у округу Анкона, региону Марке.
Према процени из 2011. у насељу је живело 17 становника. Насеље се налази на надморској висини од 346 м.